# Guerra Yunnan-Guangxi
La Guerra Yunnan–Guangxi fue una guerra por el control del Partido Nacionalista Chino tras la muerte de Sun Yat-sen en 1925. La comenzó la Camarilla de Yunnan contra los líderes del partido y la Nueva camarilla de Guangxi.
El 18 de marzo de 1925, apenas seis días tras la muerte de Sun, Tang Jiyao, líder de la camarilla de Yunnan, reclamó ser el auténtico líder del Kuomintang contra el generalísimo Hu Hanmin y los ejecutivos del partido. Tang había sido un revolucionario desde los tiempos de la Dinastía Qing, fue uno de los principales líderes de la Guerra de Protección Nacional contra Yuan Shikai, cofundó el Movimiento de Protección de la Constitución y ayudó a Sun durante la Guerra Guangdong-Guangxi y la rebelión de Chen Jiongming. A pesar de todo esto, su relación con Sun no era sólida. Tang había negociado previamente con el Gobierno de Beiyang y otros caudillos del norte, se negó a ayudar a Sun en sus intentos por realizar la Expedición del Norte y se negó a dar refugio durante mucho tiempo a la National Assembly durante la Guerra Guangdong-Guangxi. Sun también reconoció la autoridad de Gu Pinzhen, quien derrocó brevemente a Tang en 1921.
Debido a que era el general más meritorio y famoso del Kuomintang, Tang creía ser el líder natural de la Revolución Nacional. Justificó su reclamo declarando que Sun lo nombró su "deputy generalissimo" en 1924. In actuality, Tang had declined this position when he learned it was inferior to Hu Hanmin's "vice generalissimo" rank. Los líderes del partido denunciaron a Tang como usurpador. Frustrado, él reunió a sus aliados en Yunnan y Guizhou para llevar a cabo una expedición a Guangzhou. Hu Hanmin solicitó a la New Guangxi clique que organizara una defensa. Li Zongren tuvo éxito en interceptar a las tropas de Tang que invadían en el verano. El prestigio de Li se incrementó notablemente como resultado de esta guerra y posteriormente se convertiría en presidente.
La fortuna de la hasta entonces oscura figura de Chiang Kai-shek también mejoró durantee la guerra. En agosto, el derechista Hu Hanmin fue inculpado por el asesinato del ejecutivo del partido Liao Zhongkai y fue arrestado y exiliado por Chiang y Wang Jingwei. Chiang depuso al General Xu Chongzhi del puesto de comandante de las tropas del KMT, ya que se sospechaba que Xu pudo tomar parte en el asesinato, haber conocido de él sin informar o ser simplemente incompetente en proteger a la víctima (Xu era el reemplazo de su superior amotinado, Chen Jiongming). Muchos líderes derechistas del KMT fueron depuestos, como Lin Sen y Dai Jitao. Todo esto dejó a Chiang como la segunda figura más poderosa en el KMT, tras Wang Jingwei.
En septiembre, Chen Jiongming inició su última rebelión en Guangdong, que fue aplastada por las fuerzas de Chiang. Chen y Tang se aliaron y fueron elegidos premier y vice premier, respectivamente, del flamante Partido de Interés Público de China en San Francisco, en octubre. Dicho partido abogaba por el Federalismo y la democracia multi-partidista; trasladó su base a Hong Kong en 1926.
Chiang Kai-shek eventualmente depuso a Wang Jingwei tras el Zhongshan Warship Incident en la primavera de 1926.  Después del éxito de los nacionalistas en la Expedición del Norte, muchos de los generales de Tang buscaron realinearse con el Kuomintang. Long Yun obligó a Tang a retirarse en febrero de 1927. Tang falleció tres meses después a los 43 años.
- Datos: Q8061347